# Arteria cerebellare infero posteriore
L'arteria cerebellare inferiore posteriore (PICA), il più grande ramo dell'arteria vertebrale, è uno dei tre principali vasi che riforniscono di sangue arterioso il cervelletto. L'occlusione dell'arteria cerebellare inferiore posteriore o uno dei suoi rami, o dell'arteria vertebrale porta alla sindrome midollare laterale nota anche con il nome di sindrome di Wallenberg.

## Decorso
L'arteria cerebellare inferiore posteriore nasce dall'arteria vertebrale e si dirige all'indietro portandosi intorno alla parte anteriore o ventrale del midollo allungato, passando tra le origini del nervo ipoglosso e quindi tra le radici del nervo vago e del nervo accessorio, sul peduncolo cerebellare inferiore, sulla superficie inferiore del cervelletto, dividendosi successivamente in due rami.
Il ramo mediale continua all'indietro fino alla incisura tra i due emisferi del cervelletto; il ramo laterale viene spesso ad anastomizzarsi con l'arteria cerebellare anteriore inferiore e l'arteria cerebellare superiore, entrambi rami della arteria basilare.
Tuttavia è necessario aver presente che l'anatomia dell'arteria cerebellare inferiore posteriore (PICA) è altamente variabile da individuo a individuo. Le varianti anatomiche dell'arteria includono agenesia, ipoplasia, doppia origine o duplicazione e, raramente, origine extracranica o epidurale. Una PICA solitaria che vascolarizza entrambi gli emisferi del cervelletto è un evento estremamente raro.

## Territorio di vascolarizzazione
L'arteria emette sempre rami al gruppo di arterie che forniscono il territorio midollare dorsale, ma raramente partecipa alla vascolarizzazione del territorio midollare laterale. L'arteria tipicamente vascolarizza la superficie inferiore del cervelletto e, in particolare, il lobulo semilunare inferiore, il lobulo gracile, il lobulo biventre, la tonsilla cerebellare e, nel verme, il declive, il tubero, la piramide, l'uvola e il nodulo vermiano. Alcuni rami della PICA vanno a vascolarizzare il plesso coroideo del quarto ventricolo. L'arteria cerebellare infero posteriore PICA non fornisce mai il nucleo dentato. Il lobo flocculo-nodulare è solitamente fornito da 2 arterie: il flocculo è fornito dall'AICA e il nodulo è fornito dalla PICA.

## Significato clinico
Un alterato afflusso di sangue a questa arteria, dovuto a un trombo oppure ad un embolo, si traduce in un danno tissutale e può portare alla sindrome midollare laterale, nota anche come sindrome dell'arteria cerebellare inferiore posteriore (sindrome PICA) o sindrome di Wallenberg. Questa sindrome può comportare una differente combinazione di sintomi, tra cui vertigine e nistagmo, disfonia, disartria, disfagia, sindrome di Horner, atassia, alterata sensazione di gusto.